# Wskaźnik rotacji majątku
Wskaźnik rotacji majątku, także wskaźnik rotacji aktywów (ang. total asset turnover, TAT) – wskaźnik sprawności zarządzania aktywami (sprawności działania). 

## Opis
Wskaźnik jest definiowany jako iloraz sprzedaży do aktywów ogółem.
{\displaystyle W={\frac {S}{A}}}
gdzie:
{\displaystyle W} – wskaźnik rotacji aktywów,
{\displaystyle S} – sprzedaż,
{\displaystyle A} – aktywa ogółem.
Wskaźnik rotacji aktywów pozwala ocenić sprawność wykorzystania aktywów przedsiębiorstwa, tzn. ocenić w jakim stopniu przyczyniają się one do generowania przychodów ze sprzedaży. Jego wielkość zależy m.in. od:
- długości cyklu operacyjnego (kapitałochłonności),
- etapu rozwoju przedsiębiorstwa,
- polityki rachunkowości,
- efektywności sprzedaży.

Co do zasady przyjmuje się, że im wyższa wartość wskaźnika tym lepiej. Powinno się go odnosić do referencyjnych wielkości branżowych. Przedsiębiorstwa o niskiej marży zysku (rentowności sprzedaży) mają zazwyczaj relatywnie wysoki wskaźnik rotacji aktywów, zaś wśród tych o wysokiej marży zysku wskaźnik rotacji aktywów jest odpowiednio mniejszy.